# Ha! Ha! Ha!!
Ha! Ha! Ha!! és un curt d'animació nord-americà de 1934. És la vint-i-sisena pel·lícula de la sèrie de Betty Boop i va ser estrenada el 2 de març del 1934.
Va ser produïda pels estudis Fleischer i distribuït per Paramount Pictures. En ell apareixen Betty Boop, Koko el pallasso i el propi Max Fleischer.

## Argument
L'inici, en acció real, mostra a Max Fleischer dibuixant a Betty, després la deixa per passar la nit en l'estudi. Koko s'escapa del tinter i es menja una barra de caramel que va deixar Max. Comença a menjar un poc, però en això li ve un terrible mal de queixal. Betty intenta treure la dent mentre balla. Després de no aconseguir-ho, ella intenta calmar-lo utilitzant grans quantitats de gas del riure com anestèsia, la qual cosa fa que els personatges comencen a riure histèricament. El gas comença a estendre's per l'habitació, fent que un rellotge de cucut i una màquina d'escriure comencen a riure descontroladament. El gas ix per la finestra i s'estén per tota la ciutat. Tant les persones com els objectes inanimats comencen a riure, finalitzant l'acció de sobte.